# Ҁ
Cette page contient des caractères spéciaux ou non latins. S’ils s’affichent mal (▯, ?, etc.), consultez la page d’aide Unicode.
Ne doit pas être confondu avec la lettre latine c crochet palatal (Ꞔ ꞔ), la lettre grecque koppa (Ϙ, ϙ, Ϟ, ϟ) ou la lettre copte faï (Ϥ, ϥ).
La lettre Ҁ (en minuscule ҁ) est une ancienne lettre de l'alphabet cyrillique. Son nom est koppa. Sa forme et son nom sont hérités de la lettre grecque Ϙ qui se nomme koppa.

## Utilisation
La lettre n'est associée à aucun phonème et n'a jamais été utilisée dans une langue. Le symbole sert à représenter, en slavon d'église, le nombre 90.
Le symbole tombe en désuétude à partir du XIVe siècle, remplacé par le tché ‹ ч ›. Il a quelques rares fois la forme d’un с avec une petite barre oblique rattachée en bas à gauche.
Dans certains manuscrits ou inscriptions, il a une forme proche de celle du tché () : , ou encore cette forme mais réfléchie : .

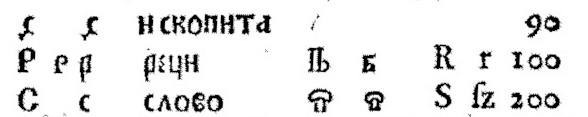
Symboles pour 90, 100 et 200 décrits dans Matija Divković, Azbukividněk, 1629.

La lettre koppa ‹ ҁ ›, ou un symbole lui ressemblant, est utilisée dans le dictionnaire arabe égyptien de Hinds et Badawi publié en 1986 comme symbole phonétique pour représenter un coup de glotte [ʔ] qui ne subit jamais d’élision, par opposition au symbole ‹ ʕ › y représentant un coup de glotte pouvant être élidé. Certains auteurs, comme Adel Refaat Mahfouz utilisent aussi ce symbole à la place du ‹ ʕ › pour noter une consonne fricative pharyngale voisée,.
Dans certaines transcriptions phonétiques proches de l’alphabet phonétique international, la lettre koppa ‹ ҁ ›, ou un symbole lui ressemblant, est utilisée dans le dictionnaire arabe égyptien de Hinds et Badawi publié en 1986 comme symbole phonétique pour représenter un coup de glotte [ʔ] qui ne subit jamais d’élision, par opposition au symbole ‹ ʕ › y représentant un coup de glotte pouvant être élidé. Certains auteurs, comme Adel Refaat Mahfouz utilisent aussi ce symbole à la place du ‹ ʕ › pour noter une consonne fricative pharyngale voisée,.

## Représentations informatiques
Le koppa peut être représenté avec les caractères Unicode (Cyrillique) suivants :
| lettres   | représentations | chaînes de caractères | points de code | descriptions                      |
| --------- | --------------- | --------------------- | -------------- | --------------------------------- |
| majuscule | Ҁ               | Ҁ                     | U+0480         | lettre majuscule cyrillique koppa |
| minuscule | ҁ               | ҁ                     | U+0481         | lettre minuscule cyrillique koppa |